# Paumgarten (Adelsgeschlecht)

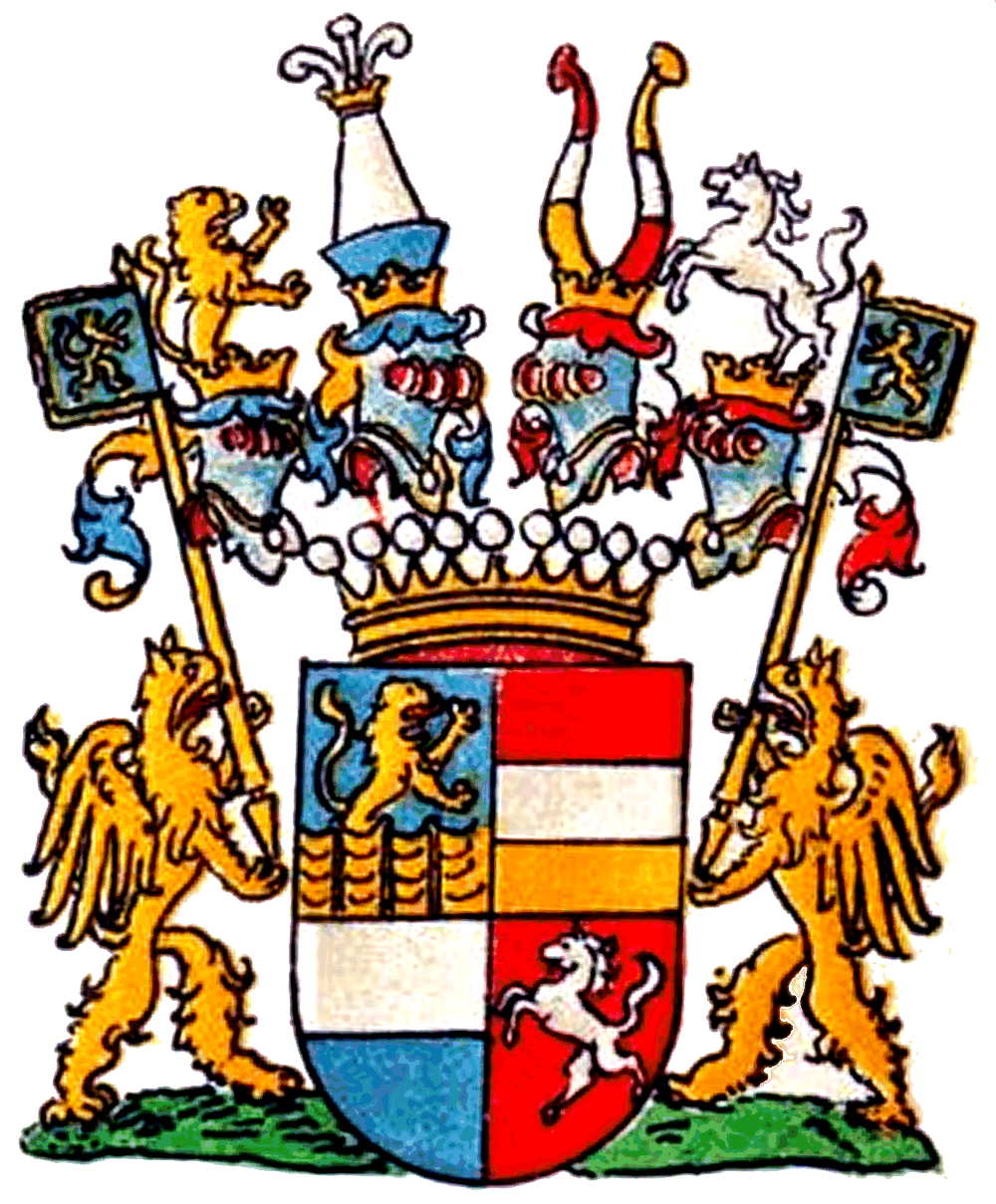
Wappen der Grafen von Paumgarten

Die Paumgarten (auch Paumgartten, Baumgarten oder Paumgartner) sind ein altbayerisches Adelsgeschlecht, katholischer Konfession, das vom Mittelalter bis zum Ende des 19. Jahrhunderts entlang des Inn zu den wichtigsten Grundbesitzern gehörte. Die Paumgarten wurden 1629 in den Freiherrenstand erhoben und 1745 zu Reichsgrafen ernannt. Ihre wichtigsten Besitzungen waren die Schlösser und Herrschaften Schloss Ering und Frauenstein sowie die Hofmark Mining. Die Begräbnisstätte der auf Frauenstein ansässigen Paumgarten befindet sich in der Pfarrkirche zu Mining, die Grablege der auf Ering ansässigen Paumgarten in der dortigen Pfarrkirche Maria Himmelfahrt. 

## Geschichte
Heufler zufolge waren die Paumgarten ursprünglich Schiffmeister und Handelsherren in Kufstein. Dort befindet sich der Grabstein für Hans Paumgartner mit der Jahreszahl 1493. Des Weiteren stifteten die Paumgarten in Kufstein eine geistliche Pfründe die ihren Namen trug und unter ihrem Patronat stand. 1509 erschienen auf dem in Bozen gehaltenen Landtag unter dem bayerischen Adel Wolfgang, Leonhard und Martin Paumgartner. Nach der Vereinigung des Kufsteins mit Tirol scheinen die Paumgarten im Laufe des 16. Jahrhunderts das Unterinntal  ganz verlassen zu haben. Die später in den Reichsgrafenstand aufgestiegenen Paumgarten besaßen die Schlösser und Herrschaften Ering und Frauenstein bis zum Beginn des 19. Jahrhunderts und durften in ihrem Territorium sogar die Blutgerichtsbarkeit ausüben. Über Jahrhunderte waren sie Inhaber der Herrschaft Ering, einer geschlossenen Hofmark mit einer ausgedehnten Grundherrschaft. Die Grafen von Paumgarten waren bis Mitte des 19. Jahrhunderts auch als Inhaber des Patrimonialgerichts Ering von Bedeutung.
Das wittelsbachische Pflegegericht Ering mit Frauenstein und der Hofmark Mining wurde 1508 durch Herzog Albrecht IV. von Bayern an die Brüder Paumgartner für ihre Verdienste im Landshuter Erbfolgekrieg am Montag nach St. Dorotheen-Tag für 13500 Gulden (ausgenommen landesfürstliche Obrigkeit und Halsgericht) verkauft. Die Herrschaft umfasste neben dem Schloss Ering das Schloss Frauenstein, die Herrschaft Erneck samt Burgstall (welche in Trümmern lag), Hofbau, Taverne, Schmieden, Badstüben, Mühlen, die Dörfer Mining, Ering, Graben, Malching, Münchham, Kühstein, Griesser u. a. Ehehaften. Ein Verzeichnis aller Besitzungen, Einkünfte und Rechte ist im Urbar des Schlosses Ering niedergeschrieben.

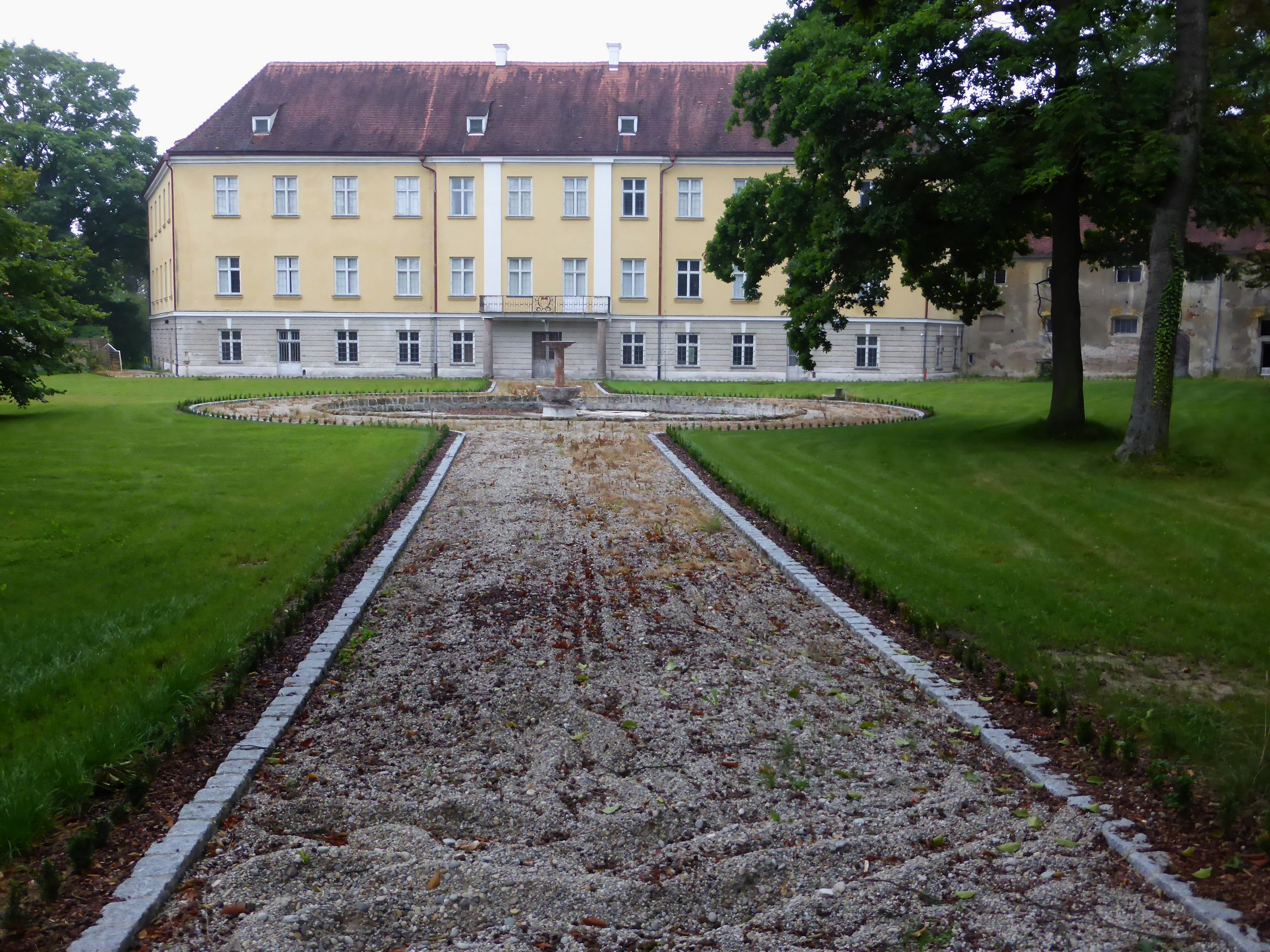
Schloss Ering
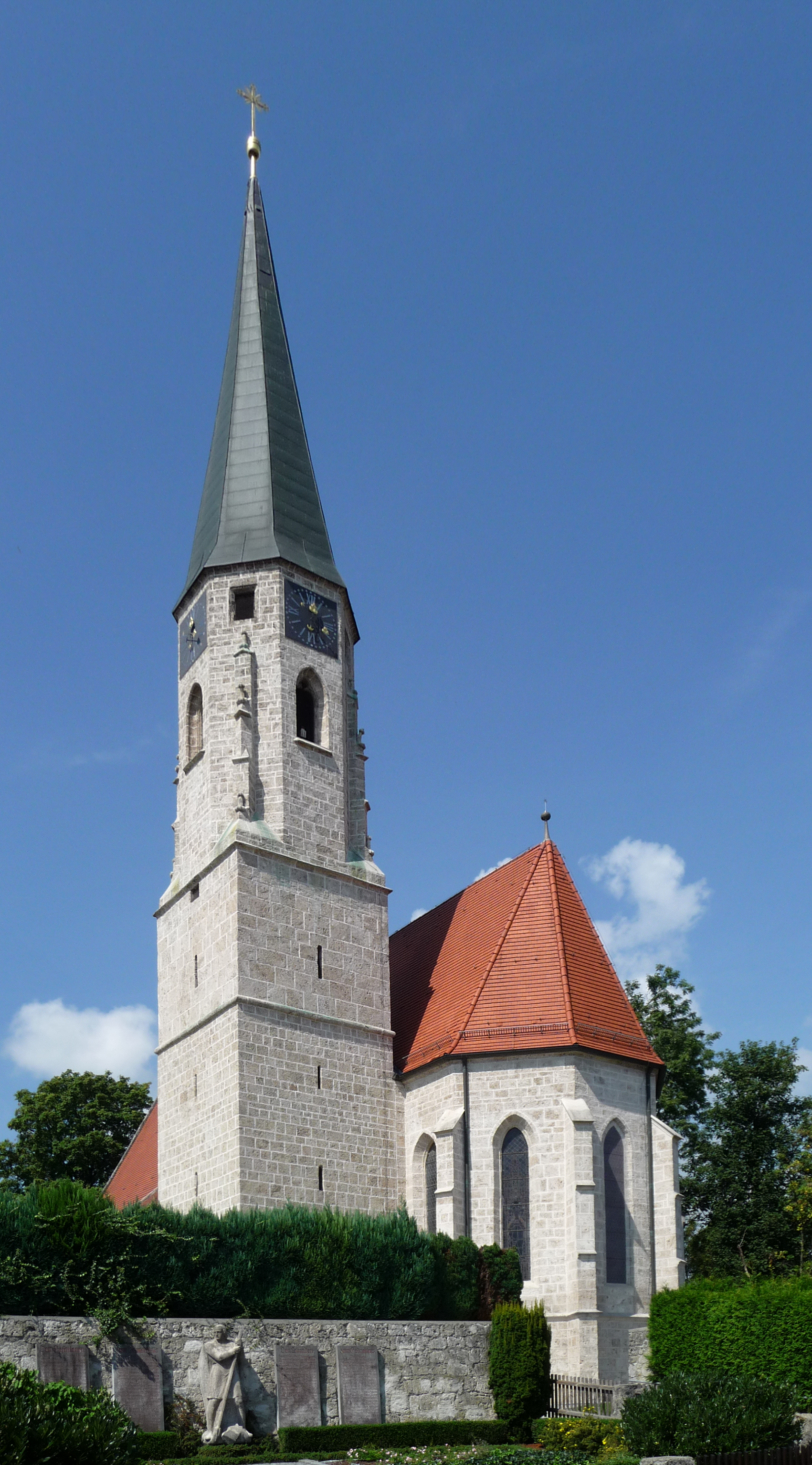
Pfarrkirche Maria Himmelfahrt in Ering, Grablege der Paumgarten
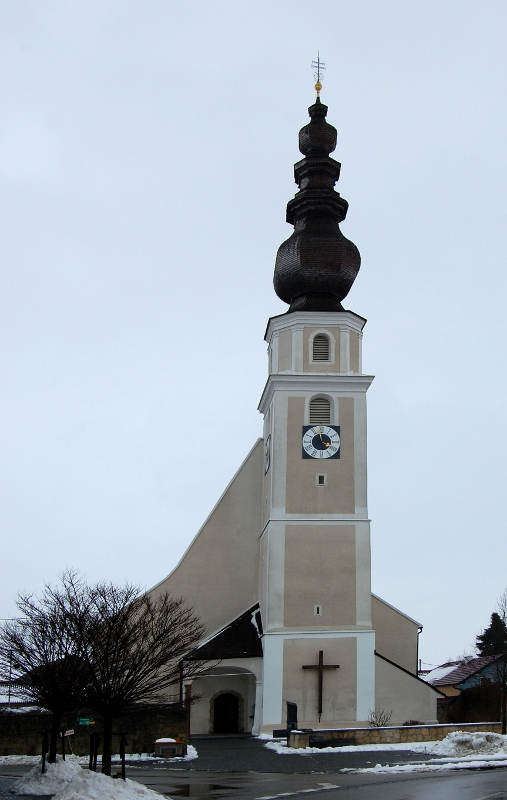
Pfarrkirche Mariä Opferung in Mining, Grablege der Paumgarten
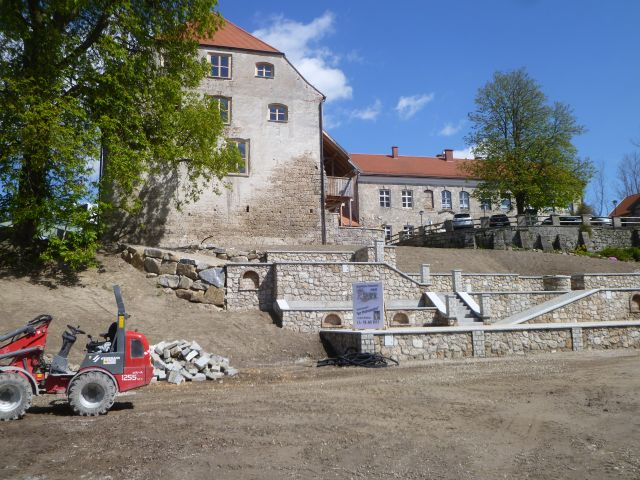
Schloss Frauenstein (Oberösterreich)

In Frauenstein ließen die Paumgartner 1508 bis 1519 die in Trümmern liegende Burg teilweise neu erbauen. 1523 erwarben die Paumgarten nach dem Pflegegericht Ering auch die Schlossherrschaft von Ering. Sie erwarben, wie es in der Kaufurkunde heißt, „den gemauerten Sitz, bei der Pfarrkirche gelegen an der Friedhofsmauer“. 1602 wurde nach dem Aussterben der Herren von Ering die Besitze Ering und Frauenstein vereinigt. Da die Paumgarten großteils in Ering auf der bayerischen Seite lebten, geriet Schloss Frauenstein immer mehr in Verfall. 1807 ließen die Besitzer einen Teil der Burg abtragen (u. a. die Schlosskapelle) und errichteten neben dem Getreidespeicher ein Herrenhaus, in dem sich heute die Burgschänke befindet.
Während des bayerischen Volksaufstandes vom 21. Dezember 1705 bis 16. Januar 1706 war Franz von Paumgarten als Hausherr Präsident des sogenannten "Braunauer Parlaments".
Das Eringer Schloss existiert noch heute. Die erste Burg Erneck auf einer Anhöhe wurde hingegen im Landshuter Erbfolgekrieg 1504 zerstört und nicht mehr aufgebaut. Auf den Grundmauern eines alten Ansitzes in der Hofmark wurde ab 1523 in mehreren Etappen durch die Paumgartner allmählich die ausgedehnte und repräsentative Schlossanlage Ering erbaut. Durch Johann Joseph Franz Albrecht Thaddäus Graf von Paumgarten wurde diese nochmals umgestaltet und 1772 abgeschlossen. Die Anlage ist in Privatbesitz und kann nicht besichtigt werden. Derzeitiger Besitzer ist Paul Daniel Graf Esterházy von Galantha. Die Grablege der Esterházy und anderer Schlossbesitzer von Ering seit dem 19. Jahrhundert befindet sich bei der Wallfahrtskirche St. Anna in Ering, wo auf einigen Grabsteinen auch das Wappen der Grafen von Paumgarten zu sehen ist. Im Rahmen der bayerisch-oberösterreichischen Landesausstellung 2004 wurde im Kloster Asbach zudem eine Ausstellung über die Familiengeschichte der Grafen von Paumgarten gezeigt.

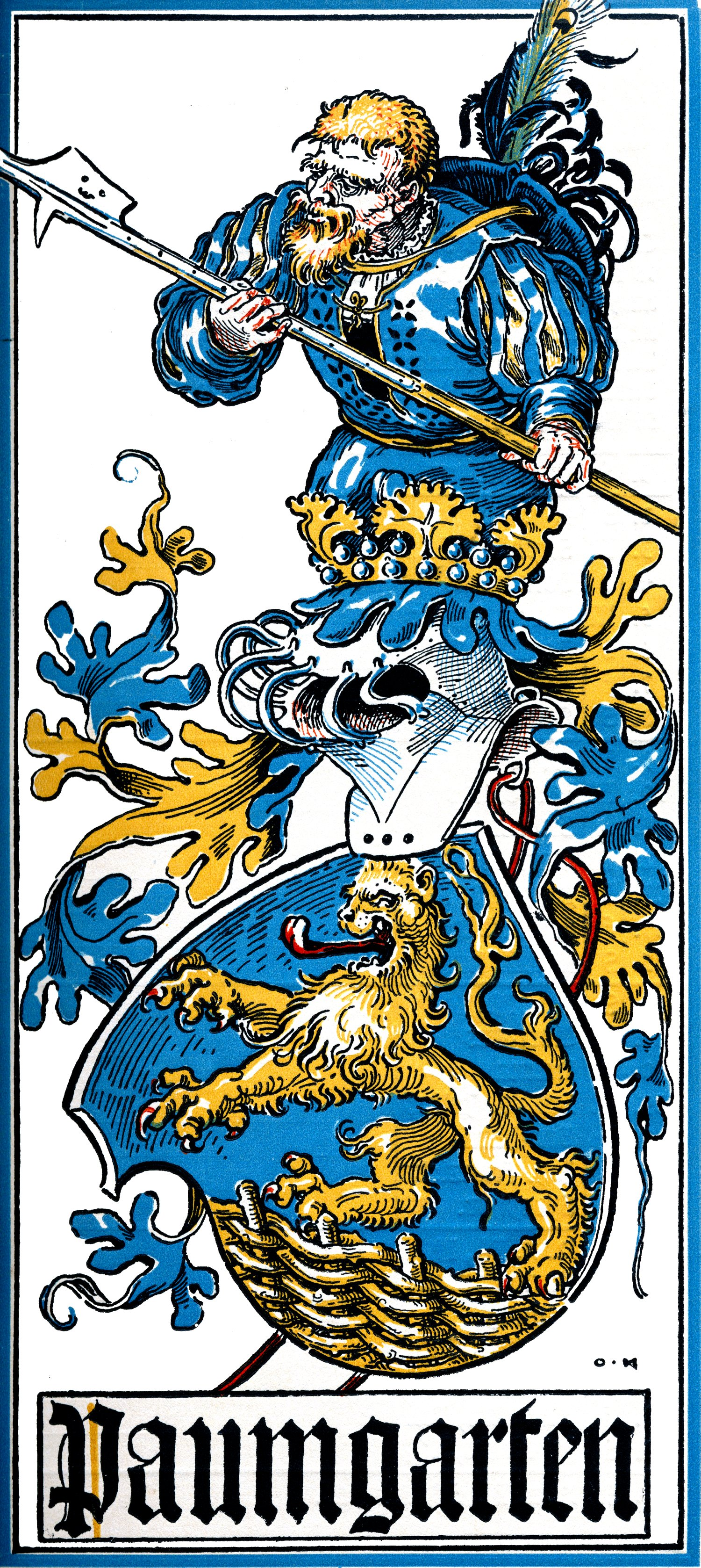
Stammwappen von Otto Hupp im Münchener Kalender von 1903

## Wappen
- Das Stammwappen der Paumgarten zeigt in Blau einen goldenen Löwen und einen goldenen Flechtwerkzaun, wie er auch im Wappen der Gemeinde Mining zu sehen ist. Diese Symbolik aus dem Familienwappen wurde später auch in die Gemeindewappen von Ering übernommen, die Blasonierung lautet: In Blau über goldenem Wellenschildfuß aus einem geflochtenen goldenen Zaun wachsend ein goldener Löwe. Der Wellenschildfuß, ein Flusssymbol, steht für die Lage der Gemeinde am Inn. Das Wappen der Gemeinde Malching nimmt in abgewandelter Form ebenfalls auf die Paumgarten Bezug.
- Das gemehrte Wappen von 1745 zeigt im quadrierten Schild: 1. In Blau ein hinter einem im Schildfuß stehenden goldenen Gartenzaun aufwachsender, linkssehender goldener Löwe, dessen Schweif mit vier hintereinander stehenden Haarbüscheln besetzt ist (Stammwappen). 2. Von Rot, Silber und Gold quergeteilt. 3. Von Silber und Blau quergeteilt (Taufer von Sinching). 4. In Rot ein ungezäumtes, gegen die rechte Seite aufbäumendes Ross (wahrscheinlich Frauenberg). Über der Grafenkrone erheben sich vier gekrönte Helme. Der rechte Helm trägt den wachsenden Löwen des 1. Feldes (Helm des Stammwappens); der zweite einen hohen heidnischen silbernen Hut, welcher blau aufgestülpt und mit einer Krone bedeckt ist, auf welcher drei silberne Straußenfedern stehen (Taufer von Sinchingscher Helm). Auf dem dritten Helm erheben sich zwei Büffelshörner, von welchen das rechte von Rot, Silber und Gold, das linke aber von Gold, Silber und Rot quergeteilt ist (zu Feld 2 gehöriger Helm), und auf dem linken Helm, zu Feld 4 gehörig, steht das aufbäumende Ross des 4. Feldes. Die Helmdecken sind rechts blau und golden, links rot und silbern, und den Schild halten zwei einwärtssehende goldene Greife, von denen jeder in den Vorderklauen eine goldene Standarte hält, auf deren blauen, mit goldenen Fransen besetzten Fahnen ein einwärtsgekehrter, gekrönter, doppelt geschweifter Löwe sich zeigt.

Nach Abdrücken von neueren Petschaften wächst im 1. Felde der Löwe nicht hinter dem Zaune empor, sondern schreitet auf demselben nach einwärts.

Wappen der Gemeinde Ering
Wappen der Gemeinde Malching
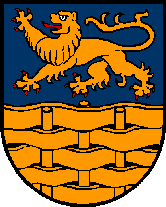
Wappen der Gemeinde Mining

## Bekannte Vertreter
- Johann Baptist von Paumgartten (1772–1849), österreichischer Feldmarschall-Lieutenant
- Franz Xaver von Paumgartten (1811–1866), österreichischer Feldmarschall-Lieutenant
- Maximilian von Paumgartten (1767–1827), österreichischer Feldmarschallleutnant